# Beach Scene
Beach Scene è un singolo pubblicato nel 1981 dalla band tedesca di musica elettronica Tangerine Dream. Il brano è stato pubblicato solo in Francia e, come Dr. Destructo, serve a promuovere la colonna sonora del film Thief di Michael Mann.

## Tracce
1. Beach Scene – 3:44
2. Burning Bar – 3:05

Durata totale: 6:49

## Formazione
- Edgar Froese – tastiere, sintetizzatori, chitarra elettrica
- Christopher Franke – tastiere, sintetizzatori, percussioni elettroniche
- Johannes Schmoelling – tastiere, sintetizzatori